# Jardines de la Menara

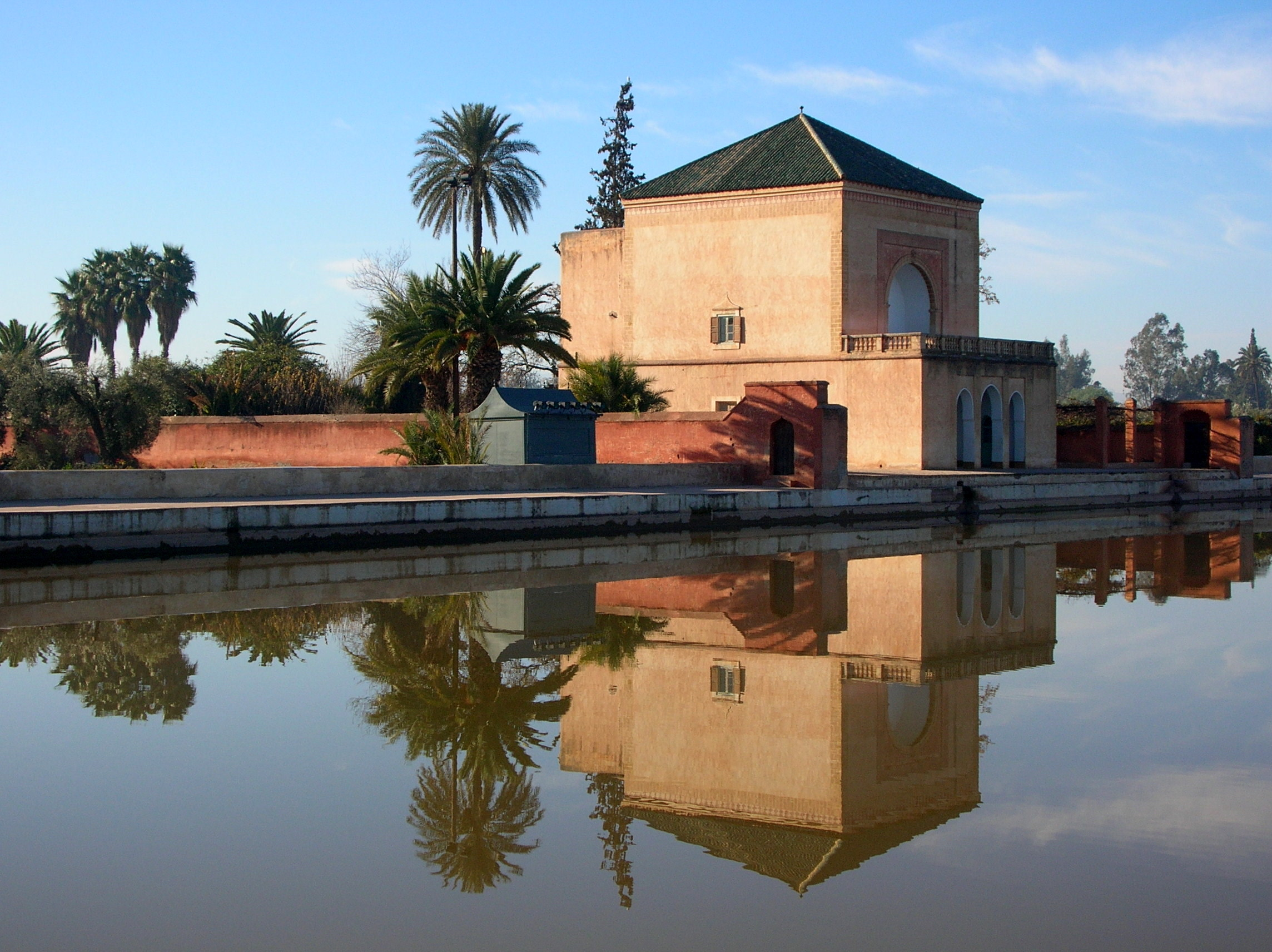
Jardines de la Menara.

Los Jardines de la Menara (en árabe: حدائق المنارة‎) están situados al oeste de Marrakech, Marruecos, a las puertas de los Montes Atlas. Fueron construidos en el siglo XII (c. 1130) por el califa almohade Abd al-Mumin.
El nombre de menara deriva de la pequeña pirámide verde (menzeh) del tejado del pabellón. Este pabellón se construyó durante la dinastía Saadi en el siglo XVI y renovado en 1869 por el sultán Abd ar-Rahman ibn Hicham, quien solía hospedarse allí durante el verano.

## Riego
El pabellón y la dársena están rodeados de huertos y campos de olivos. La intención de la dársena fue regar los jardines y huertos usando un sofisticado sistema de canales subterráneos llamados viaje de agua. La dársena recibe agua gracias a un antiguo sistema hidráulico que la transporta desde las montañas, situadas a 30 kilómetros aproximadamente.